# Sampacho
Sampacho é um município da província de Córdova, na Argentina.